# Khandoba
Khandoba, Martanda Bhairava eller Malhari, er en hinduistisk guddom tilbedt som en manifestation af Shiva hovedsagelig i Deccanplateauet i Indien, især i staterne Maharashtra og Karnataka. Han er den mest populære Kuladaivat (familieguddom) i Maharashtra. Han er også guddom for udvalgte kriger-, landbrugs-, hyrde- og Brahmin (præste)-kaster samt for flere af jæger/samlerstammerne, der er hjemmehørende i bakkerne og skovene i denne region. Khandoba-kulten har forbindelser med Vaishnava og jainisme-traditioner, og assimilerer også alle samfundsgrupper uanset kaste, herunder muslimer. Dyrkelsen af Khandoba udviklede sig i løbet af det 9. og 10. århundrede fra en folkelig guddom til en sammensat gud, der besidder attributterne Shiva, Bhairava, Surya og Karttikeya (Skanda). Han er afbildet enten i form af en Lingam, eller som et billede af en kriger, der rider på en tyr eller en hest. Det vigtigste center for Khandoba-tilbedelse er Jejuri i Maharashtra. Legenderne fra Khandoba, der findes i teksten Malhari Mahatmya og også fortalt i folkesange, drejer sig om hans sejr over dæmonerne Mani-malla og hans ægteskaber.